# Totobates mollicoma
Totobates mollicoma är en kvalsterart som beskrevs av Hammer 1962. Totobates mollicoma ingår i släktet Totobates och familjen Liebstadiidae. Inga underarter finns listade i Catalogue of Life.